# Богата-де-Жос
Богата-де-Жос (рум. Bogata de Jos) — село у повіті Клуж в Румунії. Входить до складу комуни Вад.
Село розташоване на відстані 359 км на північний захід від Бухареста, 48 км на північ від Клуж-Напоки.

## Населення
За даними перепису населення 2002 року у селі проживали 300 осіб, усі — румуни. Усі жителі села рідною мовою назвали румунську.